# عندما تتصادم الأسواق (كتاب)
عندما تتصادم الأسواق هو كتاب للخبير الاقتصادي محمد عبد الله العريان، يحلل فيه التغيرات الطارئة اليوم في النظام الاقتصادي والمالي العالمي.

عندما تتصادم الأسواق يمكن أن يوصف بالبوصلة في خضم هذا التلاشي والتصادم الحاصل في السوق الاقتصادية العالمية، هو بوصلة مهمة للمستثمرين الذين قد يقعون ضحية تأويلات غير دقيقة وسوء تفسير لبعض الإشارات والمعطيات الجديدة.
يقدم المؤلف للقارئ الأحداث الأخيرة في السوق المالية والأدوات التي يمكن أن تساعده في تحليل مستجدات السوق، والاستفادة والتأقلم مع التغيرات الاقتصادية العالمية، وكيفية تفادي وتجاوز المخاطر. ويحاول مساعدة القاريء توضيح الصورة للمشهد الاقتصادي والمالي الجديد.
ويصدر الكتاب في الوقت المناسب وهو بوصلة المستثمرين ومخططي السياسات المالية في العالم. يقدم تحليلا متكاملا عن الأحداث المالية الأخيرة، ويرسم خريطة مفصلة ترشد المستثمر قبل الخوض في غمار هذا المشهد الاقتصادي الجديد الطي أصبح مربكا ومعقدا.

## المبيعات
سجل الكتاب أرقاما على قائمة الكتب الأكثر مبيعا في صحيفتى نيويورك تايمز ووول ستريت جورنال خصوصا مع محاولات تدارك وفهم تلوينات اللأزمة الاقتصادية على مجالي السوق والإستثمار.

## الترجمة

غلاف ترجمة كتاب عندما تتصادم الأسواق لمحمد عبد الله العريان من طرف المترجم حليم نصر لدار الكتاب العربي

وقد ترجم الكتاب إلى اللغة العربية بقلم حليم نصر، ونشر من طرف دار الكتاب العربي ومؤسسة محمد بن راشد آل مكتوم. 
طبع الكتاب في سنة 2009.

## فكرة الكتاب
حاول العريان من خلال كتابه «عندما تتصادم الأسواق» تقديم رؤية جديدة للنظام المالي العالمي بعد الأزمة الاقتصادية عام 2008 ، قامت على أسس ومبادئ مبتكرة، تخلصت من الرؤية التقليدية التي حكمت عالم المال والاقتصاد والسياسة، وقدمت رؤيته حقائق وواقعا جديدا للاقتصاد العالمي، تمثل في زيادة نصيب ونفوذ دول وأسواق جديدة، أطلق عليها اسم الأسواق الناشئة، ووفر العريان الأدوات التي يمكن أن تساعد في فهم الأسواق، والاستفادة من التغيرات الاقتصادية العالمية، وإدارة المخاطر.

## جوائز
نال الكتاب الذي وصف بأنه إنذار جاء في الوقت المناسب للوقوف على التغيرات التي تحدث في عالم الأنظمة المالية والاقتصادية العالمية، بجائزة فايننشال تايمز و”غولدمان ساكس”. وقال عنه آلان غرينسبان رئيس مجلس الاحتياط الفيدرالي السابق انه من الكتب المهمة التي يجب أن يقرأها كل من يريد أن يفهم خبايا عالم الاستثمار الحديث.

## وصلات خارجية
- ماذا بعد بالنسبة لمحمد العريان بلومبيرغ بيزنسويك، 22 يناير 2014 (فيديو)
- الكتاب على قاعدة بيانات موقع أبجد لبيانات الكتب
- مقالة بعنوان عندما تتصادم الاسواق - حازم الببلاوي  تشرح الكتاب جريدة الاهرام